# تام هولس
تام هولس (به انگلیسی: Tom Hulce) بازیگر و تهیه‌کنندهٔ اهل ایالات متحدهٔ آمریکا است. به‌عنوان بازیگر، بیشتر با نقش‌هایش در فیلم‌هایی مانند آمادئوس، بال‌های شجاعت، National Lampoon's Animal House، انیمیشن گوژپشت نتردام، و فرانکنشتاین شناخته می‌شود. این بازیگر، خود را در سال ۲۰۰۸ بازنشسته کرد.همچنین وی نامزد جایزه اسکار بهترین بازیگر نقش مکمل مرد را در کارنامه هنری خود دارد

## زندگی شخصی
هولس در سال ۲۰۰۸، در مصاحبه با «The Seattle Gay News» اعلام کرد که همجنسگرا است. در این مصاحبه شایعاتی را نیز که درباره‌اش وجود داشت، ازجمله ازدواج با یک هنرمند ایتالیایی به نام «سیسیلیا آرمینی» را تکذیب کرد. «سیسیلیا آرمینی» یک دختر دارد و ازدواج هولس با وی در بسیاری از سایت‌های اینترنتی به‌عنوان یک حقیقت وجود دارد.